# 1864년 미국 하원의원 선거
1864년 미국 하원의원 선거는 1864년 미국에서 치러진 하원의원 선거로, 남북전쟁 중 치러졌다.

## 선거 결과
| 정당       | 의석수 |
| ---------- | ------ |
| 공화당     | 136석  |
| 민주당     | 38석   |
| 입헌통일당 | 18석   |
| 무소속     | 1석    |
| 합계       | 193석  |